# عصر حجر (بازی ویدئویی ۱۹۸۸)
«عصر حجر» (انگلیسی: The Flintstones) یک بازی ویدئویی در سبک بازی اکشن است که توسط Grandslam Interactive و در سال ۱۹۸۸ و در پلت‌فرم‌های اسپکتروم، آمیگا، آتاری اس‌تی، آمستراد سی‌پی‌سی، کمودور ۶۴، ام‌اس‌ایکس، و سگا مستر سیستم منتشر شده‌است.